# Слёйтерс, Ян
Ян (Йоханнес) Слёйтерс (нидерл. Johannes Carolus Bernardus (Jan) Sluijters; 17 декабря 1881, Хертогенбос — 8 мая 1957, Амстердам) — нидерландский живописец.

## Биография
С 1896 учился в Академии художеств в Амстердаме (Rijksakademie voor Beeldende Kunsten). В 1904 работа Слёйтерса была отмечена Римской премией. Полученная стипендия позволила художнику в 1904—1905 посетить Париж, в 1905—1906 — Италию и Испанию.
С 1911 г. жил в Амстердаме. В 1917 — член Гаагского сообщества художников Pulchri Studio. Был принят в гильдию Святого Луки.

## Творчество
В разные периода своего творчества испытал влияние неоимпрессионизма, затем Винсента ван Гога, Поля Гогена и Анри Матисса. Один из ведущих представителей различных постимпрессионистских течений в Нидерландах. Экспериментировал с различными стилями, в том числе фовизмом, люминизмом и кубизмом, пока в итоге не остановился на красочном экспрессионизме.
Автор портретов, пейзажей, натюрмортов, ню, отличающихся яркостью колорита, динамикой форм, широкой и энергичной манерой письма («Лунная ночь в Ларене», 1911, «Натюрморт и натурщица», 1933, оба произведения — в Муниципальном музее, Гаага).
В творческом наследии Яна Слёйтерса — также ряд книжных иллюстраций и плакатов.
Картины художника хранятся сейчас во многих музеях мира, в том числе в Музее Винсента ван Гога в Амстердаме и музее Дренте в Ассене.